# Galatasaray Spor Kulübü Basketbol 2024-2025
Questa voce raccoglie le informazioni riguardanti il Galatasaray Spor Kulübü Basketbol nelle competizioni ufficiali della stagione 2024-2025.

## Stagione
La stagione 2024-2025 del Galatasaray Spor Kulübü Basketbol è la 59ª nel massimo campionato turco di pallacanestro, la Basketbol Süper Ligi.
All'inizio della nuova stagione la Federazione decise di modificare il regolamento riguardo al numero di giocatori stranieri consentiti per ogni squadra che così venne allargato a sette. Inoltre, per tutta la durata della gara, le squadre devono schierare nel quintetto in campo almeno 1 giocatore di nazionalità turca.

## Roster
Aggiornato al 18 ottobre 2024.
| Galatasaray 2024-25 | Galatasaray 2024-25 |
| Giocatori           | Staff tecnico       |
| ------------------- | ------------------- |

| N. | Naz.                       | Ruolo | Nome                | Anno | Alt.   | Peso   |  |
| -- | -------------------------- | ----- | ------------------- | ---- | ------ | ------ |  |
| 0  | Stati Uniti (bandiera)     | P     | Otis Livingston     | 1996 | 180 cm | 79 kg  |  |
| 2  | Stati Uniti (bandiera)     | AG    | Mike Young          | 1994 | 203 cm | 107 kg |  |
| 3  | Stati Uniti (bandiera)     | PG    | Tyrone Wallace      | 1994 | 196 cm | 88 kg  |  |
| 4  | Stati Uniti (bandiera)     | PG    | David Efianayi      | 1995 | 188 cm | 84 kg  |  |
| 6  | Turchia (bandiera)         | AG    | Sadık Emir Kabaca   | 2000 | 208 cm | 95 kg  |  |
| 7  | Stati Uniti (bandiera)     | P     | Will Cummings       | 1992 | 188 cm | 84 kg  |  |
| 8  | Lettonia (bandiera)        | AG    | Roberts Blumbergs   | 1998 | 208 cm | 100 kg |  |
| 9  | Turchia (bandiera)         | AG    | Samet Geyik         | 1993 | 206 cm | 98 kg  |  |
| 12 | Stati Uniti (bandiera)     | G     | James Palmer        | 1996 | 196 cm | 94 kg  |  |
| 14 | Turchia (bandiera)         | AG    | Efe Vatan           | 2004 | 207 cm |        |  |
| 15 | Nigeria (bandiera)         | C     | Ebuka Izundu        | 1996 | 208 cm | 105 kg |  |
| 17 | Turchia (bandiera)         | PG    | Kerem Erdem         | 2006 | 184 cm |        |  |
| 19 | Turchia (bandiera)         | PG    | Buğrahan Tuncer     | 1993 | 193 cm | 90 kg  |  |
| 21 | Turchia (bandiera)         | A     | Altan Çamoğlu       | 2005 | 199 cm |        |  |
| 24 | Turchia (bandiera)         | G     | Yaman Alişan        | 2006 | 197 cm |        |  |
| 31 | Rep. Dominicana (bandiera) | C     | Ángel Delgado       | 1994 | 208 cm | 111 kg |  |
| 32 | Stati Uniti (bandiera)     | G     | Rob Gray            | 1994 | 186 cm | 84 kg  |  |
| 61 | Turchia (bandiera)         | G     | Göksenin Köksal (C) | 1991 | 197 cm | 93 kg  |  |
| 88 | Turchia (bandiera)         | P     | Can Korkmaz         | 1992 | 188 cm | 83 kg  |  |

| Allenatore |
| - Yakup Sekizkök                                                                                                   |
| Assistente/i |
| - Batuhan Aybars Aksu - Cenk Alyüz - Cem Güven - Gökhan Turan Legenda - (C) Capitano - (IN) Inattivo - Infortunato |

## Mercato

### Sessione estiva
| Acquisti | Acquisti          | Acquisti         | Acquisti   | Acquisti |
| R.a      | Nome              | da               | Modalità   |          |
| -------- | ----------------- | ---------------- | ---------- | -------- |
| P        | Will Cummings     | Free agent       | svincolato |          |
| P        | Can Korkmaz       | Darüşşafaka      | svincolato |          |
| P        | Otis Livingston   | Würzburg Baskets | svincolato |          |
| PG       | David Efianayi    | Socar Petkimspor | svincolato |          |
| G        | James Palmer      | Türk Telekom     | svincolato |          |
| AG       | Roberts Blumbergs | Aris Salonicco   | svincolato |          |
| C        | Ángel Delgado     | Beşiktaş         | svincolato |          |
| C        | Ebuka Izundu      | EWE Oldenburg    | svincolato |          |

| Cessioni | Cessioni          | Cessioni         | Cessioni       | Cessioni |
| R.       | Nome              | a                | Modalità       |          |
| -------- | ----------------- | ---------------- | -------------- | -------- |
| P        | İsmet Akpınar     | Türk Telekom     | fine contratto |          |
| P        | Dee Bost          | Indios Mayagüez  | fine contratto |          |
| P        | Corey Walden      | Força Lleida     | fine contratto |          |
| G        | Klemen Prepelič   | Dubai BC         | fine contratto |          |
| AG       | Karahan Efeoğlu   | Socar Petkimspor | fine contratto |          |
| AG       | Akwasi Yeboah     | Trapani Shark    | fine contratto |          |
| AC       | Jarell Martin     | Adelaide 36ers   | fine contratto |          |
| C        | Miralem Halilović | Dinamo Sassari   | fine contratto |          |
| C        | David McCormack   | Olimpia Milano   | fine contratto |          |

### Dopo l'inizio della stagione
| Acquisti | Acquisti       | Acquisti            | Acquisti         | Acquisti   |
| R.       | Nome           | da                  | Data             | Modalità   |
| -------- | -------------- | ------------------- | ---------------- | ---------- |
| AG       | Mike Young     | Anyang Red Boosters | 18 dicembre 2024 | svincolato |
| PG       | Tyrone Wallace | Free agent          | 17 gennaio 2024  | svincolato |
| G        | Rob Gray       | Scafati Basket      | 28 marzo 2025    | svincolato |

| Cessioni | Cessioni       | Cessioni   | Cessioni       | Cessioni    |
| R.       | Nome           | a          | Data           | Modalità    |
| -------- | -------------- | ---------- | -------------- | ----------- |
| PG       | David Efianayi | Mersin MSK | 9 gennaio 2024 | rescissione |